# José Luíz Bertanha
José Luíz Bertanha (ur. 9 sierpnia 1942 w Cordeirópolis) – brazylijski duchowny rzymskokatolicki, w latach 1998-2018 biskup Registro.